# Brix Smith
Brix Smith-Start, née Laura Elisse Salenger le 12 novembre 1962 à Los Angeles (Californie), est une chanteuse et guitariste américaine, en particulier connue comme ancienne membre du groupe de post-punk The Fall, ainsi que chanteuse et meneuse de The Adult Net.

## Biographie
Brix grandit à Los Angeles puis à Chicago, où elle forme un groupe de punk/new wave nommé Banda Dratsing, dans lequel elle est chanteuse et bassiste. Elle étudie le théâtre et la littérature au Bennington College, dans le Vermont.

### The Fall
En 1983, elle se marie avec le chanteur Mark E. Smith, avant de rejoindre son groupe The Fall cette même année. Elle fait sa première apparition sur l'album Perverted by Language, bien que sa présence n'y ait qu'un impact limité, en raison de son arrivée tardive. Il est en revanche bien plus sensible dans des productions ultérieures, comme The Wonderful and Frightening World of The Fall, dont elle compose près de la moitié des titres.
Sous son influence, le groupe s'oriente vers une musique plus construite et accessible. Avec des albums comme This Nation's Saving Grace (1985), le groupe connaîtra même un relatif succès commercial. Elle divorce de Mark E. Smith et quitte The Fall en 1989. Elle le rejoindra temporairement de 1994 à 1996, participant notamment aux albums Cerebral Caustic et The Light User Syndrome.

### The Adult Net
En 1985, Brix lance son projet parallèle, The Adult Net, avec Simon Rogers, alors aussi membre de The Fall, et d'autres contributeurs occasionnels, dont Mark E. Smith lui-même. Le groupe sort quatre singles sur Beggars Banquet Records (également label de The Fall à cette époque) en 1985 et 1986, dont le premier est une reprise de la chanson Incense and Peppermints par Strawberry Alarm Clock.
Après trois ans et un projet d'album en collaboration avec des membres de The Smiths, qui ne sera pas mené à son terme, The Adult Net  sort en 1989 The Honey Tangle chez Fontana. La formation inclut alors notamment Craig Gannon (ancien membre de The Smiths), James Eller (The The) et le batteur Clem Burke (ex- Blondie). Le groupe se sépare en 1990.

### Travail en solo et autres activités
Après son départ de The Fall et la séparation de The Adult Net, elle joue en tournée avec The Bangles. Elle collabore avec le violoniste Nigel Kennedy sur une reprise de la chanson Hurdy Gurdy Man de Donovan, sorti en single en 1993 chez Nettwerk.
En 1994, Brix passe une audition pour intégrer le groupe Hole après la mort de la bassiste Kristen Pfaff, mais préféra ne pas s'investir à temps plein dans le groupe.
En 1997, elle sort le EP Happy Unbirthday chez Strangelove, une collaboration avec Marty Willson-Piper qui inclut notamment une reprise de Space Oddity de David Bowie.
En 2007, Brix sort son premier LP en solo, intitulé Neurotica.

### Carrière dans la mode
Brix épouse Philip Start et le couple lance en 2002 la boutique de mode londonienne Start.